# Giuseppe Torelli
Giuseppe Torelli (Verona, 22 d'abril de 1658 - Bolonya, 8 de febrer de 1709) fou un violinista i compositor italià. Era germà del pintor Felice Torelli i recordat especialment per la seva contribució al desenvolupament del concerto grosso i per la seva música per a instruments d'arc i trompeta.
De 1685 a 1695 formà part de la capella de l'església de Sant Petronil de Bolonya on entre d'altres alumnes tingué a Girolamo Nicolò Laurenti; després passà a Bolonya; més tard a Viena, i de 1698 a 1701 fou mestre de capella del margrave d'Ansbach. Malgrat no ser el creador del Concert grossi, com s'ha suposat, ja que aquest honor pertany probablement a Corelli, que ja el 1682 cridava l'atenció dels músics de Roma per obres d'aquest gènere, o tal vegada Stradella, és indubtablement el creador del Concert per a violí i contribuí, a més, al desenvolupament i difusió del Concert grossi.
Obres principals:
- Sonate a 3 stromenti, (1686);
- Concerto da camera a due violini e basso, (1686);
- Sinfonie a 2-4 stromenti, (1687);
- Concertino per camera a violino e violoncello;
- 6 sinfonie a 3, e 6 concerti a 4 (1692);
- Concerti musicali a 4 (1698);
- Capricci musicali per camera a violino e viola ovvero arcilento;
- Concerto grossi con una pastorale per il Santissimo Natale, (1709).